# 日頃市駅
日頃市駅（ひころいちえき）は、岩手県大船渡市大字日頃市町にある岩手開発鉄道日頃市線の駅である。
貨物駅であるが貨物の発着は既に無く、列車交換が行われる信号場としてのみ機能している。

## 歴史
- 1950年（昭和25年）10月21日：開業。
- 1992年（平成4年）4月1日：旅客営業廃止。

## 駅構造
2本の線路がある地上駅で、列車交換に対応している。旅客営業の名残で平屋建ての駅舎と相対式ホームが残っている。駅舎には柵が施され、中には入れない。
なお、駅の盛側にはトンネルがある。

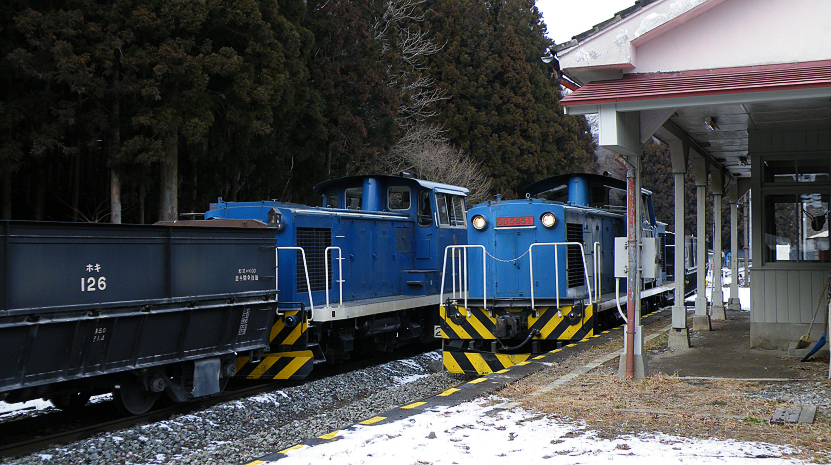
列車交換の様子（2009年）

## 隣の駅
岩手開発鉄道
日頃市線
長安寺駅 - 日頃市駅 - 岩手石橋駅